# Alcaxor pallidus
Alcaxor pallidus är en insektsart som beskrevs av Ronald Gordon Fennah 1947. Alcaxor pallidus ingår i släktet Alcaxor och familjen Flatidae. Inga underarter finns listade i Catalogue of Life.